# Ronen Eldan

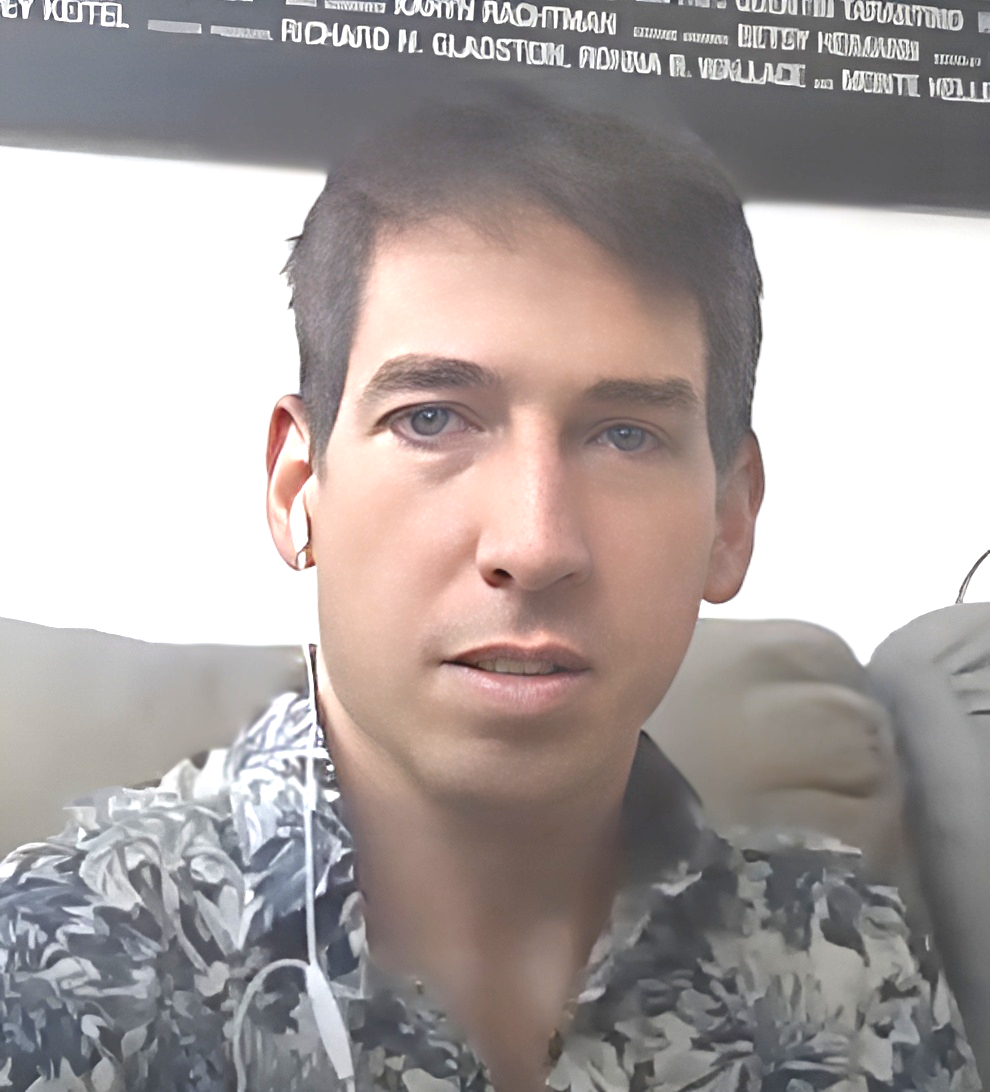
Ronen Eldan 2020

Ronen Eldan (hebräisch רונן אלדן; * 1980 in Tel Aviv) ist ein israelischer Mathematiker, der sich mit Wahrscheinlichkeitstheorie, geometrischer Funktionalanalysis, metrischer, konvexer und algorithmischer Geometrie, Optimierung, Kombinatorik, mathematischer Physik, theoretischer Informatik und Maschinenlernen befasst.

## Leben
Eldan wurde 2012 bei Vitali Milman (und Boaz Klartag) an der Universität Tel Aviv promoviert (Distribution of Mass in Convex Bodies). Für seine Dissertation erhielt er 2013 den Haim Nessyahu Preis der Israel Mathematical Union. Er ist Professor am Weizmann-Institut.

## Werk
Er befasst sich mit hochdimensionalen Objekten in unterschiedlichsten Bereichen. Von ihm stammt die Methode der stochastischen Lokalisierung, in der die Eigenschaften einer hochdimensionalen Verteilung durch einen stochastischen Prozess (Brownsche Bewegung) pfadweise angenähert werden, über die dann Eigenschaften der Verteilung wie Entropie, Kovarianz und Lücken im Spektrum erkundet werden.
Insbesondere brachte dies einen großen Fortschritt beim KLS-Problem von Ravi Kannan, László Lovász und Miklós Simonovits (1995) der konvexen Geometrie. Diese vermuteten, dass eine positive universelle Konstante {\displaystyle c} als untere Schranke für die Cheeger-Konstante der Isoperimetrie einer log-konkaven Dichte {\displaystyle \nu } existiert. Sie impliziert ältere Vermutungen, insbesondere die Schnittvermutung oder Hyperebenenvermutung (slicing conjecture oder hyperplane conjecture) von Jean Bourgain von 1986 und die Vermutung dünner Schalen (thin shell conjecture). Dabei ist eine Normierung der Maße nötig, es werden nur sogenannte isotrope Maße betrachtet, bei denen die Kovarianzmatrix von {\displaystyle \nu } der Einheitsmatrix entspricht. Im geometrischen Zusammenhang entspricht das der Tatsache, dass affine Hyperebenen die zugehörige isoperimetrische Ungleichung erfüllen und die Minimierer beim KLS-Problem sind ebenfalls Halbebenen.
Die Vermutung von Bourgain ist eine Folge der KLS-Vermutung und besagt, dass das Volumen des Randes des Schnitts einer konvexen Menge {\displaystyle K\subseteq \mathbb {R} ^{n}} (mit Einheitsvolumen) mit einer affinen Hyperebene {\displaystyle H} eine universale Konstante {\displaystyle c} als untere Schranke hat.
Verschiedene Verbesserungen für die Schranke {\displaystyle c} wurden nach Kannan, Lovasz und Simonovits erreicht (diese selbst fanden {\displaystyle {\frac {1}{\sqrt {n}}}}, als untere Schranke für {\displaystyle c} mit {\displaystyle n} der Dimension des Raumes). Weitere Verbesserungen der Schranke {\displaystyle n^{-k}} für eine Konstante {\displaystyle k} stammten auch von Eldan selbst, basierend auf O. Guédon und E. Milman (2011), Boaz Klartag und Y. T. Lee und S. S. Vempala (2017) und führten bis auf {\displaystyle k={\frac {1}{4}}}. 2021 gelang Yuansi Chen ein Durchbruch, als er {\displaystyle k=o(1)} zeigte mit Hilfe der Methode stochastischer Lokalisierung.

## Ehrungen
2018 erhielt er den Erdős-Preis und 2023 den New Horizons Prize in Mathematics für die Entwicklung der stochastischen Lokalisierungsmethode, die zu bedeutendem Fortschritt bei mehreren offenen Problemen in hochdimensionaler Geometrie und Wahrscheinlichkeit führte, einschließlich des Schnittproblems von Jean Bourgain und der KLS-Vermutung (Kannan-Lovász-Simonovits-Vermutung) (Laudatio).
2022 war er Vortragender auf dem Internationalen Mathematikerkongress (Analysis of high dimensional distributions using pathwise methods). Im selben Jahr erhielt er den Blavatnik Award for Young Scientists.

## Schriften (Auswahl)
- A Polynomial Number of Random Points does not Determine the Volume of a Convex Body, Discrete Comput. Geom., Band 46, 2011, S. 29–47. Arxiv
- Thin shell implies spectral gap up to polylog via a stochastic localization scheme, Geometric and Functional Analysis, Band 23, 2013, S. 532–569, Arxiv
- A two-sided estimate for the Gaussian noise stability deficit, Inventiones Mathematicae, Band 201, 2015, S. 561–624. Arxiv
- mit O. Shamir: The power of depth for feedforward neural networks, Conference on Learning Theory (COLT), 2016, S. 907–940
- mit Sébastien Bubeck, J. Ding, M. Z. Rácz: Testing for high-dimensional geometry in random graphs, Random Structures & Algorithms, Band 49, 2016, S. 503–532, Arxiv
- mit S. Bubeck, Tin Yat Lee: Kernel-based methods for bandit convex optimization, Proceedings of the 49th Annual ACM SIGACT Symposium on Theory of Computing (STOC), 2017
- mit James R. Lee: , Regularization under diffusion and anticoncentration of the information content, Duke Math. J., Band 167, 2018, S. 969–993. Arxiv
- mit S. Bubeck, J. Lehec: Sampling from a log-concave distribution with projected Langevin Monte Carlo, Discrete & Computational Geometry, Band 59, 2018, S. 757–783, Arxiv